# Zynnell Zuh
Lidia Zynnell Zuh (nacida el 18 de julio de 1990) es una actriz, guionista, productora, personalidad de televisión y filántropa ghanesa. Se unió a la industria cinematográfica en 2004 y desde entonces ha recibido varios premios por su trabajo, incluidos Glitz Style Awards, City People Entertainment Awards y Golden Movie Awards.

## Biografía
Zynnell Zuh nació en Acra, Ghana. Tuvo su educación secundaria en Wesley Girls Senior High School y asistió a la Universidad de Ghana donde obtuvo una licenciatura en Estudios de Geografía e Información.

## Carrera
Se incorporó a la industria cinematográfica de Ghana en 2004. Su primera aparición en pantalla fue a través de la serie de televisión 'Sticking to the Promise' de Point Blank Media. Descubierta por Shirley Frimpong-Manso, saltó a la fama en 2010 después de protagonizar varias series de televisión y películas, incluida 'Tears of a Smile'. Posteriormente produjo When Love Comes Around, que ganó un premio en los premios Africa Magic Viewer's Choice de 2015. Además de When Loves Comes Around también produjo Love Regardless y Anniversary.

## Filantropía
En 2016, fue embajadora de la Campaña Unidos contra la Pobreza Infantil, una iniciativa de African Rights Initiative International para ayudar a erradicar la pobreza infantil en África. También es patrocinadora de la ONG Inspire Africa.

## Filmografía
Ha protagonizado varias películas, entre ellas:
- Adams Apples
- Seduction
- Single six
- When Love comes around
- Love Regardless
- Anniversary
- Just Married
- Hire a Man
- Shampaign
- Deranged
- Crazy Lovely Cool
- The Table
- Life and Living It
- Different Shades of Blue
- For Better For War
- Wannebe
- Deadline

## Premios y nominaciones
Ha ganado varios premios, entre ellos:
| Año  | Premiación                                      | Categoría                                    | Resultado |
| ---- | ----------------------------------------------- | -------------------------------------------- | --------- |
| 2013 | Premios de entretenimiento City People          | Mejor actriz de reparto                      | Ganadora  |
| 2016 | Premios Golden Movie                            | Mejor actriz de drama 2016                   | Ganadora  |
| 2016 | Premios de estilo Glitz                         | Estrella de cine más elegante                | Ganadora  |
| 2016 | Premios Zafaa                                   | Mejor actriz de drama                        | Nominada  |
| 2017 | Premios Golden Movie                            | Mejor actriz de drama                        | Nominada  |
| 2017 | Premios de estilo Glitz                         | Estrella de cine más elegante                | Ganadora  |
| 2017 | Premio del panel de moda de Eurostar Limousine  | Celebridad mejor vestida en la alfombra roja | Ganadora  |
| 2018 | Reconocimiento de logros internacionales (IARA) |                                              | Nominada  |
| 2018 | Premios Spice Style                             | Mejor protagonista femenina en una película  | Ganadora  |
| 2018 | Premios de maquillaje de Ghana                  | Celebridad más glamorosa                     | Ganadora  |
| 2019 | Premios Octubre Verde                           |                                              | Ganadora  |
| 2019 | Premios de estilo Glitz                         | Celebridad mejor vestida en la alfombra roja | Ganadora  |